# Coquet Island, England
Coquet Island är en ö i Storbritannien.   Den ligger i grevskapet och kommunen Northumberland i riksdelen England, i den centrala delen av landet, 400 km norr om huvudstaden London. Arean är 0,11 kvadratkilometer.
Terrängen på Coquet Island är mycket platt. Öns högsta punkt är 8 meter över havet. 